# 太平讷
太平讷（?—?），元朝第八位皇帝元文宗第三子，阿剌忒纳答剌、燕帖古思的弟弟。本名宝宁，天历元年（1329年）改名太平讷。元文宗命大司农买住把太平讷养在自己家中。太平讷早早去世，无后。 

## 资料来源
- 《元史·宗室世系表》
- 《新元史》